# Ворден (Вашингтон)
Ворден (енгл. Warden) град је у америчкој савезној држави Вашингтон. По попису становништва из 2010. у њему је живело 2.692 становника.

## Демографија
Према попису становништва из 2010. у граду је живело 2.692 становника, што је 148 (5,8%) становника више него 2000. године.
| Група             | 2000.         | 2010.         |
| Белци             | 684 (26,9%)   | 548 (20,4%)   |
| Афроамериканци    | 5 (0,2%)      | 11 (0,4%)     |
| Азијати           | 8 (0,3%)      | 15 (0,6%)     |
| Хиспаноамериканци | 1.827 (71,8%) | 2.075 (77,1%) |
| Укупно            | 2.544         | 2.692         |